# Pseudotachidius vikingus
Pseudotachidius vikingus är en kräftdjursart som beskrevs av Drzycimski 1968. Pseudotachidius vikingus ingår i släktet Pseudotachidius och familjen Thalestridae. Arten har ej påträffats i Sverige. Inga underarter finns listade i Catalogue of Life.